# Drivenik
 Ovo je glavno značenje pojma Drivenik. Za gradina iznad Drivenika pogledajte Drivenik (gradina).
Drivenik je naselje u zaleđu Crikvenice, u Vinodolskoj općini.

## Povijest
Drivenik se prvi put spominje 1288. godine kao jedan od supotpisnika Vinodolskog zakonika.

## Stanovništvo
| broj stanovnika | 856   | 956   | 976   | 1091  | 1127  | 1018  | 965   | 880   | 646   | 658   | 511   | 504   | 375   | 350   | 325   | 308   | 332   |
|                 | 1857. | 1869. | 1880. | 1890. | 1900. | 1910. | 1921. | 1931. | 1948. | 1953. | 1961. | 1971. | 1981. | 1991. | 2001. | 2011. | 2021. |

## Kaštel (gradina)
Smješten je Driveniku, u Vinodolu, između dva brda na visokom brijegu "Glavica" (181 m), na čijem vrhu kao kruna stoji izgrađena utvrda, tj. gradina. Sagrađen je u 13. stoljeću.
Nekada se u drivenički kaštel ulazilo pokretnim mostom preko iskopanog jarka napunjenog vodom. Veliki četvorokutni prostor branili su visoki zidovi i četiri ugaone okrugle kule i polukružni bastion. Visoko uokolo zidova tekao je drveni hodnik za obranu. Iz njega se ulazilo kroz vrata u ugaone kule, a njima se stepenicama spuštalo u njegovu unutrašnjost. Unutar kaštela bile su stambene zgrade, magazini, podrumi i cisterna za vodu.
Od 13. st. u kaštelu je sjedište župne uprave, a dolaskom Frankapana tu je rezidencija feudalčeva izaslanika-satnika. 
U 16. st. Kaštel je povećan i po sustavu renesansnih utvrda dobio okrugle kule. Od 1577. godine gradom upravljaju Zrinski.
Poznato je da su 1607. godine Turci prodrli u Vinodol. Mirno su se šetali ispod gradskih zidina po driveničkim vinogradima, no kad im se "gradska gospa" nasmijala oni navališe i popališe grad.
Drivenikom su upravljali Frankopani i kasnije Zrinski, a nakon njihove urote i smaknuća doživljava sudbinu ostalih općina.
Izgradnjom ceste koja od 1746. godine povezuje Novi Vinodolski s Bakrom, stanovništvo se, privučeno zaradom, spušta s brijega u dolinu, te se uz cestu razvija današnji Drivenik, koji ima 373 stanovnika.
- Drivenik danas
- Gradina

## Crkva Svetog Dujma
Barokna crkva posvećena starokršćanskom mučeniku sv. Dujmu iz 3. stoljeća, biskupu antičke Salone. Drivenička je crkva kao institucija vrlo stara, ali današnja zgrada je iz 19. stoljeća. Na mjestu stare, manje crkve podignuta je nova trobrodna crkva 1821. godine, dok je zvonik kraj nje sagrađen godine 1806. godine. Prema predaji, ispod glavne lađe nalaze se katakombe, u koje se ulazilo iz podruma nekog malenog objekta koji je ranije stajao pred crkvom.
- Crkva Svetog Dujma
- Ploča na crkvi Svetog Dujma

## Crkva Svetog Stjepana
Gotička kapela iz 15. stoljeća s preslicom za tri zvona. Izgrađena je na mjestu starije romaničke crkve iz 13. stoljeća. U crkvi sv. Stjepana nalazili su se tzv. “zlatni” oltari iz 17. stoljeća koji su danas u Muzeju za umjetnost i obrt. Tu je bila i znamenita drivenička Pietà iz 15. stoljeća koja se nalazi u istom muzeju.

## Vanjske poveznice
|  | Zajednički poslužitelj ima još gradiva o temi Drivenik |